# Зисман, Израиль Фишелевич
Израиль Фишелевич Зисман (род. 1930, Кишинёв) — молдавский советский врач (хирург-онколог), доктор медицинских наук (1971).

## Биография
В годы войны с родителями Мери Давидовной Слуцкой (1906—?) и Фишелем Срулевичем Зисманом (1892, Секурены — ?) — в эвакуации в Камышине. Учился в кишинёвской средней школе № 3 имени М. Горького в одном классе с В. А. Коварским и Я. А. Альтманом. Окончил Кишинёвский медицинский институт в 1952 году. Работал хирургом в Кагуле. С начала 1960-х годов — научный сотрудник Молдавского научно-исследовательского института онкологии. Диссертацию кандидата медицинских наук по теме «Функции почек и водно-электролитный баланс у онкологических больных в связи с операцией» защитил в 1965 году; диссертацию доктора медицинских наук по теме «Клиническая оценка лимфографии у онкологических больных» — в 1971 году.
С конца 1970-х годов — в Израиле (Тверия).
Автор трудов в области хирургии онкологических заболеваний грудной клетки и органов пищеварения, проктологии, лимфографической диагностики. Разработал классификацию множественных злокачественных новообразований (1978).

## Монографии
- Лимфография в онкологической клинике. Кишинёв: Штиинца, 1974. — 147 с.
- Клинические аспекты первичной множественности злокачественных новообразований. Кишинёв: Штиинца, 1978. — 148 с.